# Archidiecezja Bobo-Dioulasso
Archidiecezja Bobo-Dioulasso (łac. Archidiœcesis Bobodiulassensis) – archidiecezja rzymskokatolicka w Burkina Faso. Powstała w 1927 jako prefektura apostolska. Podniesiona w 1937 do rangi wikariatu apostolskiego. Ustanowiona diecezją w 1955. Promowana jako archidiecezja w 2000.

## Główne świątynie
- Archikatedra: Archikatedra Najświętszej Maryi Panny z Lourdes w Bobo-Dioulasso

## Biskupi

### Wikariusze apostolscy
- Louis Groshenry MAfr (1937–1941)
- André Dupont MAfr (1941–1955)

### Biskupi diecezjalni
- André-Joseph-Prosper Dupont MAfr (1955–1974)
- Anselme Titianma Sanon (1974–2000)

### Arcybiskupi metropolici
- Anselme Titianma Sanon (2000–2010)
- Paul Ouédraogo (2010–2024)
- Laurent Dabiré (od 2025)